# Konrad Just
 (mai 2025).
Le contenu est difficilement compréhensible vu les erreurs de traduction, qui sont peut-être dues à l'utilisation d'un logiciel de traduction automatique.
 (août 2022).
La mise en forme du texte ne suit pas les recommandations de Wikipédia : il faut le « wikifier ».
Les points d'amélioration suivants sont les cas les plus fréquents. Le détail des points à revoir est peut-être précisé sur la page de discussion.
- Les titres sont pré-formatés par le logiciel. Ils ne sont ni en capitales, ni en gras.
- Le texte ne doit pas être écrit en capitales (les noms de famille non plus), ni en gras, ni en italique, ni en « petit »…
- Le gras n'est utilisé que pour surligner le titre de l'article dans l'introduction, une seule fois.
- L'italique est rarement utilisé : mots en langue étrangère, titres d'œuvres, noms de bateaux, etc.
- Les citations ne sont pas en italique mais en corps de texte normal. Elles sont entourées par des guillemets français : « et ».
- Les listes à puces sont à éviter, des paragraphes rédigés étant largement préférés. Les tableaux sont à réserver à la présentation de données structurées (résultats, etc.).
- Les appels de note de bas de page (petits chiffres en exposant, introduits par l'outil «  Source ») sont à placer entre la fin de phrase et le point final[comme ça].
- Les liens internes (vers d'autres articles de Wikipédia) sont à choisir avec parcimonie. Créez des liens vers des articles approfondissant le sujet. Les termes génériques sans rapport avec le sujet sont à éviter, ainsi que les répétitions de liens vers un même terme.
- Les liens externes sont à placer uniquement dans une section « Liens externes », à la fin de l'article. Ces liens sont à choisir avec parcimonie suivant les règles définies. Si un lien sert de source à l'article, son insertion dans le texte est à faire par les notes de bas de page.
- La présentation des références doit suivre les conventions bibliographiques. Il est recommandé d'utiliser les modèles {{Ouvrage}}, {{Chapitre}}, {{Article}}, {{Lien web}} et/ou {{Bibliographie}}. Le mode d'édition visuel peut mettre en forme automatiquement les références.
- Insérer une infobox (cadre d'informations à droite) n'est pas obligatoire pour parachever la mise en page.

Pour une aide détaillée, merci de consulter Aide:Wikification.
Si vous pensez que ces points ont été résolus, vous pouvez retirer ce bandeau et améliorer la mise en forme d'un autre article.
Konrad Just OCiste (comme Josef Just ; 19 mars 1902 à Hruschau en Silésie autrichienne - 22 octobre 1964 à Gramastetten) est un cistercien autrichien, pasteur (aumônier et vicaire paroissial) de la municipalité de Gramastetten, Haute-Autriche, ainsi qu'une victime nazie et prisonnier de camp de concentration pendant une longue durée.

## Biographie
Josef Just est né en Silésie autrichienne d'un père cheminot. Plus tard, la famille déménagea à Orlau. Le garçon va à l'école à Alt-Oderberg et Teschen.
Après la fin de la monarchie des Habsbourg, la famille s'installe à Walding en Haute-Autriche, où elle trouve un nouveau foyer en 1919. Il obtient son diplôme d'études secondaires à Linz en 1921 et entre au monastère de Wilhering en tant que cistercien en août de la même année, où il reçoit le nom religieux "Konrad" et devient moine le 29 août. Il est ordonné à la prêtrise en juin 1925.
A 16 ans, en octobre 1926, le monastère l'envoie à Gramastetten comme coopérateur. En raison de son rejet déterminé de la vision du monde national-socialiste, il a déjà été arrêté le jour de l'invasion allemande de l'Autriche, le 12 avril. Arrêté en mars 1938, interrogé au tribunal de district d'Ottensheim, mais libéré le lendemain. Le 16 mars, il est relevé de sa charge pastorale à Gramastetten.
le 10 juin 1938, le père Just est de nouveau arrêté, conduit à la prison de police de Linz et libéré le 25 juillet. Transféré au camp de concentration de Dachau en juillet de la même année. Il est gardé du 15 octobre au 2 décembre 1938 en garde à vue et reçoit seulement tous les 4 jours un peu de nourriture. Selon ses propres dires, il est alors tenté de manger ses propres excréments tant il est tourmenté par la faim, mais se contente ensuite de ronger le savon. A 19 ans. Le 10 octobre, il reçoit les 25 coups de fouet tant redoutés par les prisonniers, qu'il doit compter lui-même.
Du 27 septembre 1939 au 6 décembre 1940, Konrad Just se retrouve au camp de concentration de Buchenwald, où il souffre de famine. En 1940, il y est témoin du meurtre de ses frères dans la Foi Otto Neurer et Matthias Spanlang en 1940, dont le premier est béatifié en 1996.
le 7 décembre 1940, le cistercien revient à Dachau et, à l'occasion du dégagement du camp, il réussit l'une des soi-disant "marches de la mort" pour s'évader le 30 avril 1945. Lui et d'autres confrères se cachent chez les religieuses franciscaines de la congrégation Saint-Joseph à Percha sur le lac de Starnberg. C'est là qu'il écrit ses premiers mémoires d'emprisonnement.

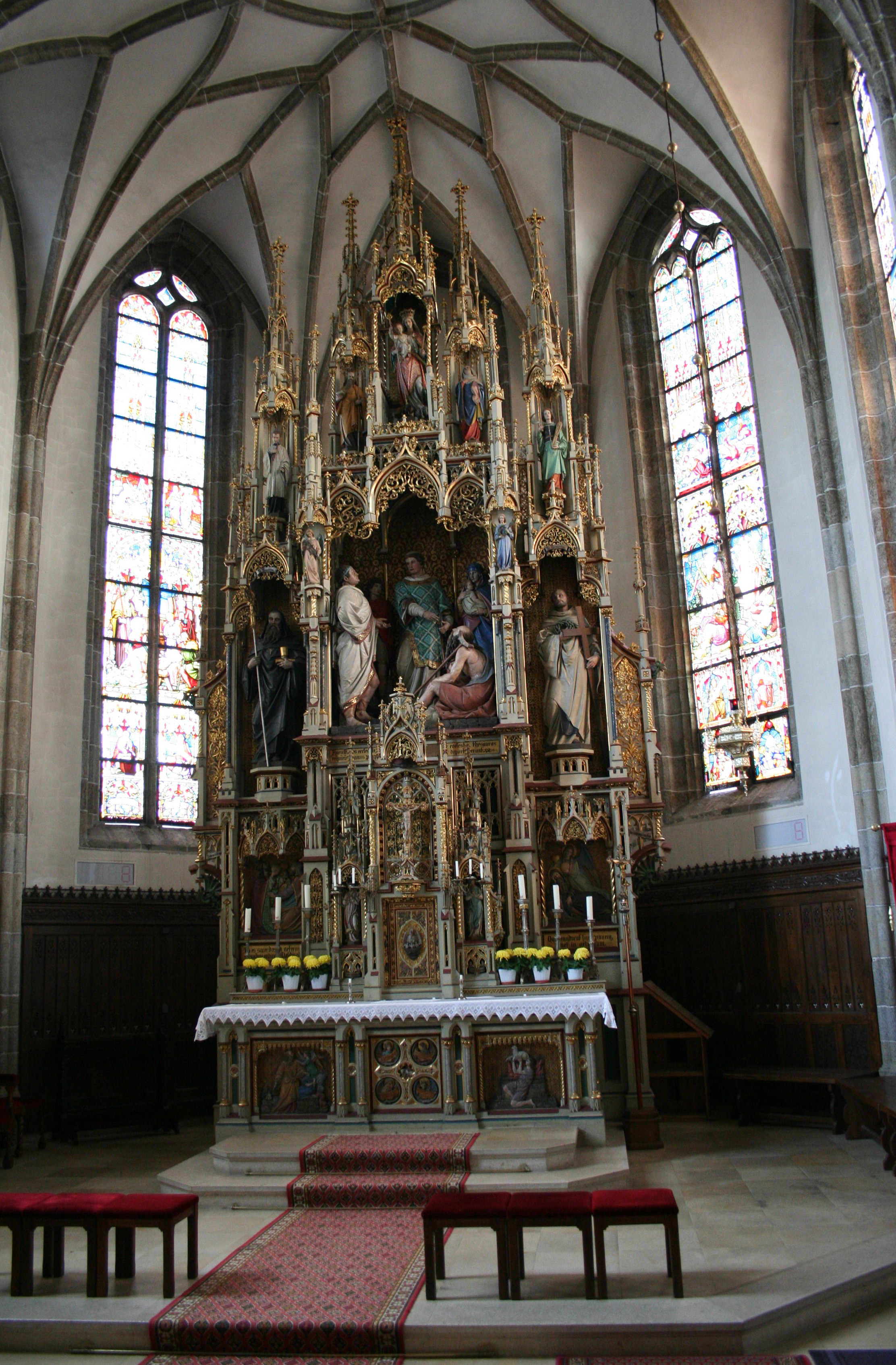
Maître-autel de l' église paroissiale de Gramastetten

Konrad Just revient en Autriche et, le 1er septembre 1945, reprend la charge du bureau pastoral à Gramastetten, où il travaille maintenant comme vicaire paroissial. En raison de ses manières folkloriques et rustiques, il y est connu dans la région de Linz sous le surnom de " Don Camillo des Mühlviertel" à partir des années 1950.
Le Père Just est un grand dévot de Marie. Il est mort le 22 octobre 1964 lors de la célébration de la Messe sur les marches du maître-autel de l'église paroissiale de Gramastetten. La cause de son décès est un accident vasculaire cérébral.
L'abbaye cistercienne de Wilhering fait publier ses archives de prison à titre posthume sous le titre « Mes expériences dans les camps de concentration de Dachau et de Buchenwald ».
L'écrivain Fritz Habeck créé une œuvre littéraire à propos de Konrad Just en 1965 en le choisissant comme modèle pour le Père fictif « Kajetan von Pirkham » dans son roman « Le Piper ».